# Завод технічного вуглецю в Сінеші
Завод технічного вуглецю в Сінеші – колишній виробничий майданчик, що діяв поблизу португальського міста Сінеш.
Завод ввела в дію у 1983 році компанія Carbogal Carbonos de Portugal S.A. (Carbogal). Вона належала концерну Petrogal (з 1999-го унаслідок злиття став частиною Galp Energia), що мав у Сінеші нафтопереробний завод (варто відзначити, що сировиною для виробництва технічного вуглецю традиційно є нафтопродукти або вуглеводневі гази). 
Станом на середину 2000-х потужність майданчику становила 35 тисяч тонн на рік.
В якийсь момент завод технічного вуглецю перейшов до компанії Degussa Engineered Carbons – створеного на паритетних засадах спільного підприємства концернів Degussa та Evonik (можливо відзначити, що майданчик у Сінеші з 1997-го використовував технологію за ліцензією Degussa). В 2007-му Evonik викупила частку партнера, а в 2011-му виділила бізнес технічного вуглецю в окрему компанію Orion Engineered Carbons GmbH. 
В 2013-му Orion Engineered Carbons закрила завод у Сінеші.